# Natsushio (1940)
El Natsushio (夏潮 marea estival?) fue un destructor de la Clase Kagerō. Sirvió en la Armada Imperial Japonesa durante la Segunda Guerra Mundial. 

## Historia
Durante los inicios de la entrada de Japón en la Segunda Guerra Mundial, entre el 12 de diciembre de 1941 y el 8 de febrero de 1942, perteneció a las fuerzas de invasión que tomaron sucesivamente Legazpi, Dávao, Joló, Manado, Kendari, Ambon, y Makassar, en Filipinas e Indonesia.
Durante la invasión de Makassar, el Natsushio fue torpedeado por el submarino estadounidense USS S-37 en la posición (5°10′S 119°24′E / -5.167, 119.400), falleciendo ocho miembros de la tripulación y resultando heridos otros dos. El Kuroshio trató de remolcarlo, pero ante el inminente hundimiento, procedió a rescatar a los supervivientes. El Natsushio fue el primero de los 39 destructores que perdieron los japoneses por un ataque submarino durante la Segunda Guerra Mundial.